# Trinité - d'Estienne d'Orves (métro de Paris)
Pour les articles homonymes, voir D'Estienne d'Orves.
Trinité - d'Estienne d'Orves est une station de la ligne 12 du métro de Paris, située dans le 9e arrondissement de Paris.

## Situation
La station se trouve au nord du quartier de la Chaussée-d'Antin, à sa limite administrative avec le quartier Saint-Georges. Elle est établie sous l'extrémité occidentale de la rue de Châteaudun, à son débouché sur la place d'Estienne-d'Orves. Orientée selon un axe est-ouest, elle s'intercale entre les stations Notre-Dame-de-Lorette et Saint-Lazare ; la première est suivie d'une voie de garage centrale en impasse, embranchée à l'ouest sur les deux voies de circulation en amont de la station.

## Histoire
La station est ouverte le 5 novembre 1910 avec la mise en service du premier tronçon de la ligne A de la Société du chemin de fer électrique souterrain Nord-Sud de Paris (dite Nord-Sud), entre Porte de Versailles et le terminus provisoire de Notre-Dame-de-Lorette.
Elle doit sa dénomination initiale de Trinité à son implantation sous la place de la Trinité, alors bordée au nord par le square de la Trinité, ces deux espaces tenant leur nom de l’église de la Sainte-Trinité de Paris, dédiée à la sainte Trinité chrétienne, qui les borde également par le nord.
Le 27 mars 1931, la ligne A devient l'actuelle ligne 12 du métro à la suite de l'absorption de la société du Nord-Sud le 1er janvier 1930 par sa concurrente, la Compagnie du chemin de fer métropolitain de Paris (dite CMP), qui gère la concession de l'essentiel des autres lignes du réseau.
En mai 1945, en même temps que la place et le square éponymes, la station est renommée Trinité - d'Estienne d'Orves, en hommage au résistant français Honoré d'Estienne d'Orves (1901-1941), fusillé par les Allemands le 29 août 1941 au mont Valérien. Cependant, sur les quais, la céramique entre les cadres publicitaires ne porte encore que le toponyme originel de « Trinité ».
La station est ainsi la première d'une série de huit sur le réseau dont le nom a été modifié à l'issue de la Seconde Guerre mondiale afin d'honorer la mémoire de résistants morts pour la France ; suivront ensuite Charles Michels (ligne 10), Colonel Fabien (ligne 2), Corentin Celton (ligne 12), Guy Môquet (ligne 13), Jacques Bonsergent (ligne 5), Corentin Cariou (ligne 7) et Marx Dormoy (ligne 12).
Comme l'ensemble des points d'arrêt de la ligne 12 de 1959 à 1960, les quais sont modernisés par la mise en place d'un carrossage métallique sur les piédroits, doté de montants horizontaux de couleur vert d'eau et de cadres publicitaires dorés, éclairés par le haut. Cet aménagement, alors largement utilisé sur le réseau en tant que moyen de rénover les stations rapidement et à moindre coût, voit ses lambris repeints avec une nuance de vert plus soutenue dans les années 1990, tandis que des sièges « Andreu-Motte » de même teinte sont installés en remplacement des bancs initiaux.
Dans le cadre du programme « Un métro + beau » de la RATP, la station fait l'objet d'une rénovation à compter de 2016, ce qui entraîne le retrait définitif du carrossage des piédroits sur les quais (faisant provisoirement réapparaître d'anciennes affiches antérieures aux années 1960,,) au profit d'une restitution à l'identique de la décoration « Nord-Sud » d'origine, achevée en 2018.

Anciens aménagements des quais
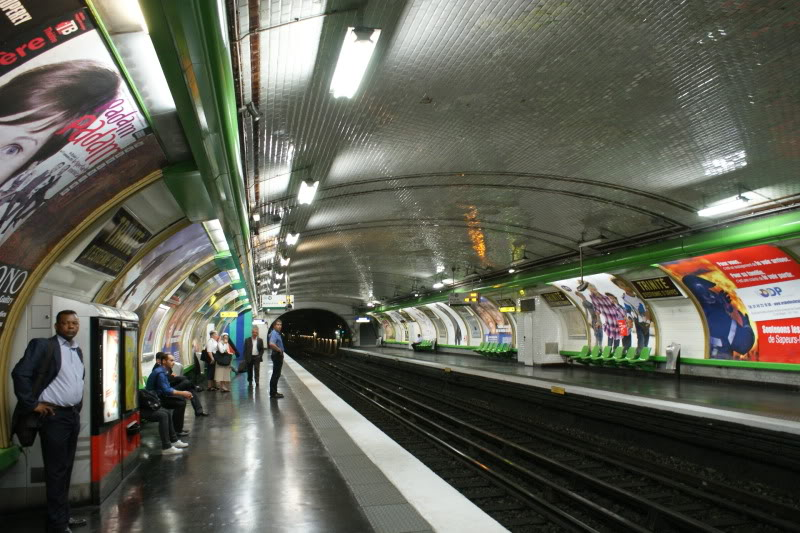
Les quais encore carrossés en 2010, vus en direction de Porte de la Chapelle.
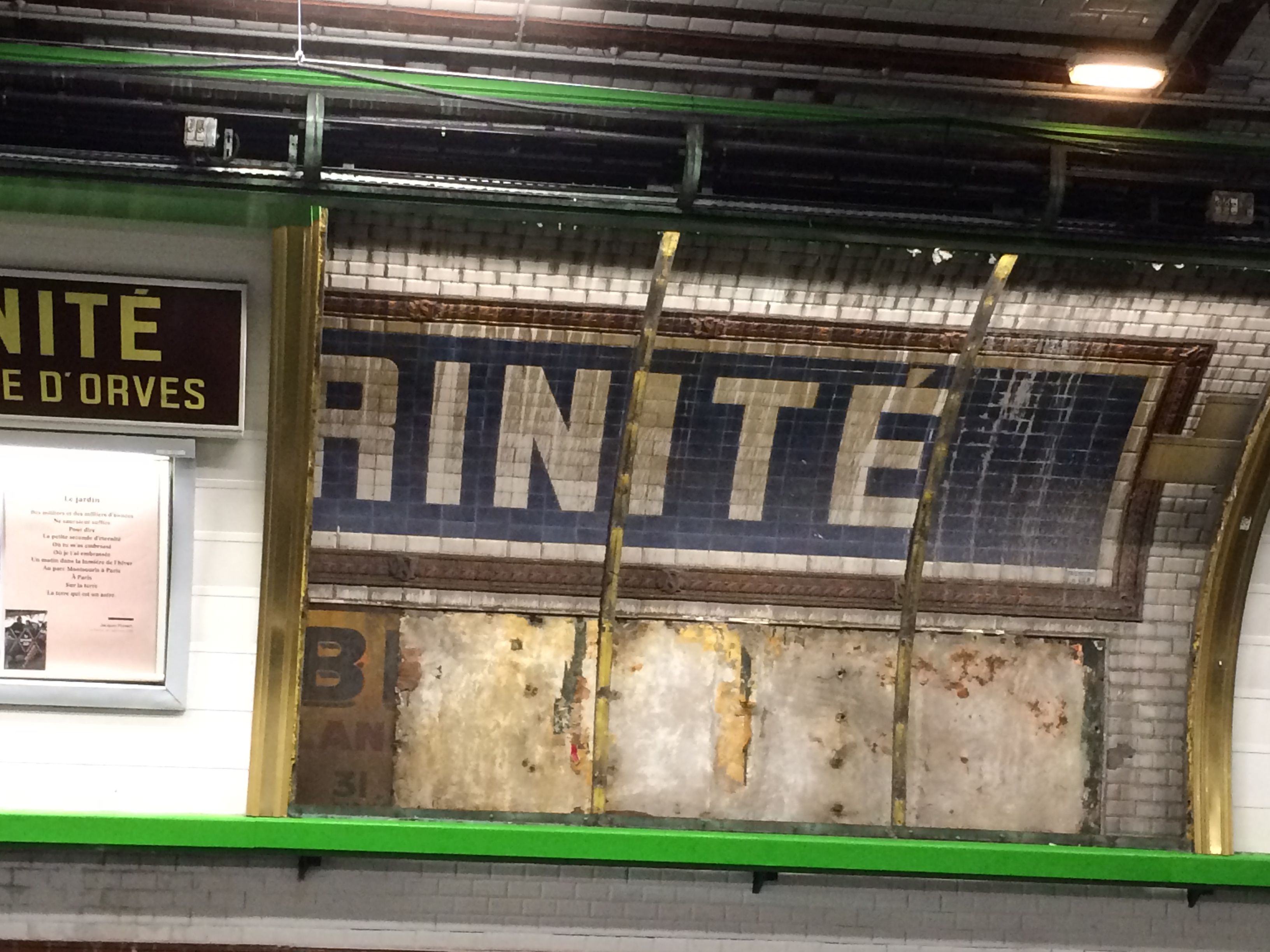
Dépose du carrossage, faisant réapparaître la décoration d'origine.
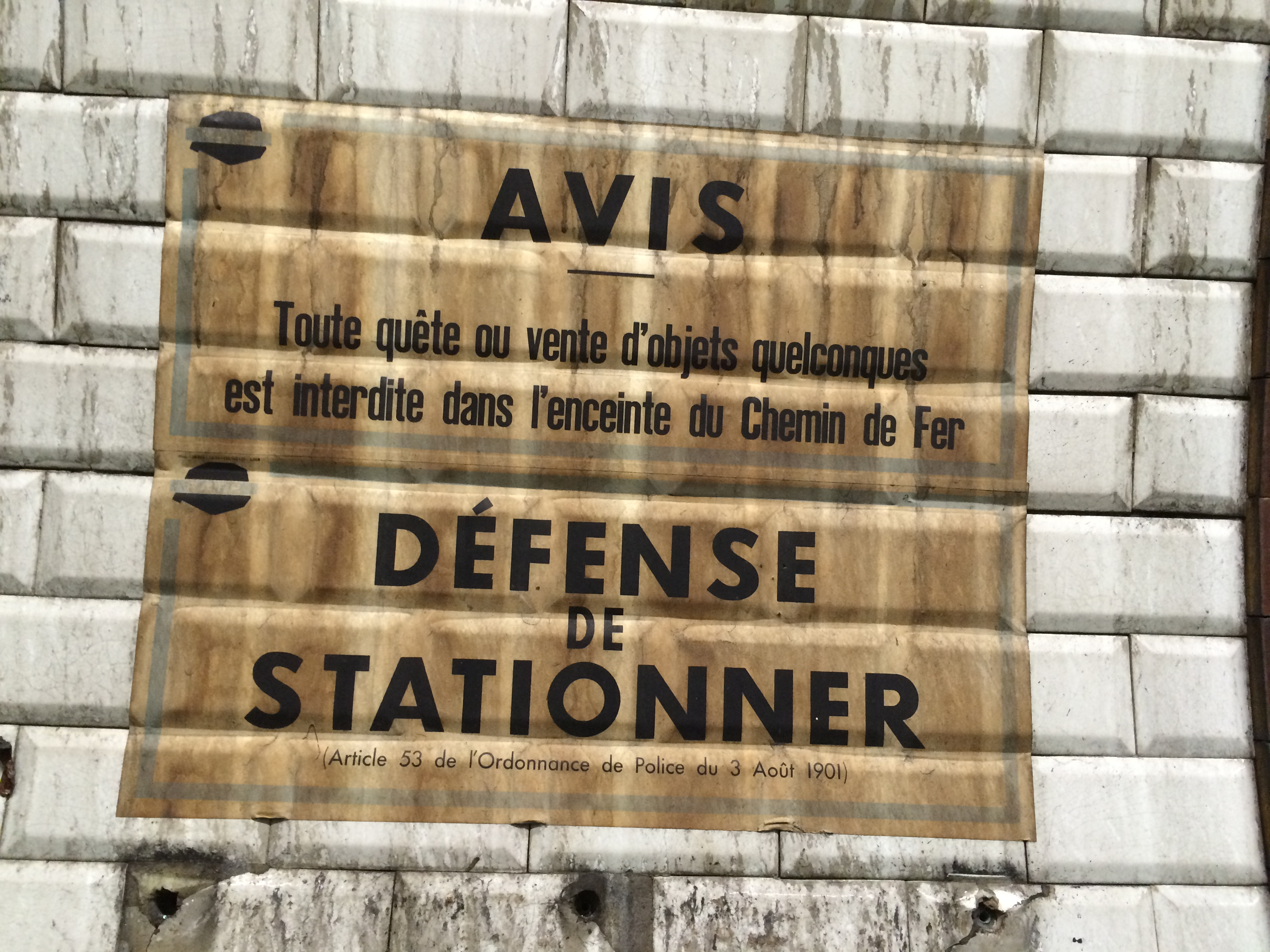
Ancienne affiche des années 1950 réapparue lors des travaux.

### Fréquentation
Selon les estimations de la RATP, la station a vu entrer 1 876 512 voyageurs en 2019, ce qui la place à la 254e position des stations de métro pour sa fréquentation sur 302,. En 2020, avec la crise du Covid-19, son trafic annuel tombe à 757 661 voyageurs, la reléguant alors au 273e rang sur 304,, avant de remonter progressivement en 2021 avec 1 051 982 entrants comptabilisés, ce qui la rétrograde cependant à la 279e position des stations de métro pour sa fréquentation cette année-là, toujours sur 304.

## Services aux voyageurs

### Accès
La station dispose de deux accès répartis en trois bouches de métro :
- l'accès no 1 « Place d'Estienne-d'Orves » comprenant deux escaliers à balustrades Dervaux établis dos-à-dos, l'un fixe et orné d'un candélabre Dervaux, l'autre mécanique dans le sens de la sortie, débouchant tous deux au droit du no 2 de la place précitée ;
- l'accès no 2 « Rue de Châteaudun », constitué d'un escalier fixe agrémenté d'un entourage en céramique et en fer forgé dans le style caractéristique du Nord-Sud, se trouvant face au no 50 de cette rue et permettant uniquement la sortie.

Accès à la station
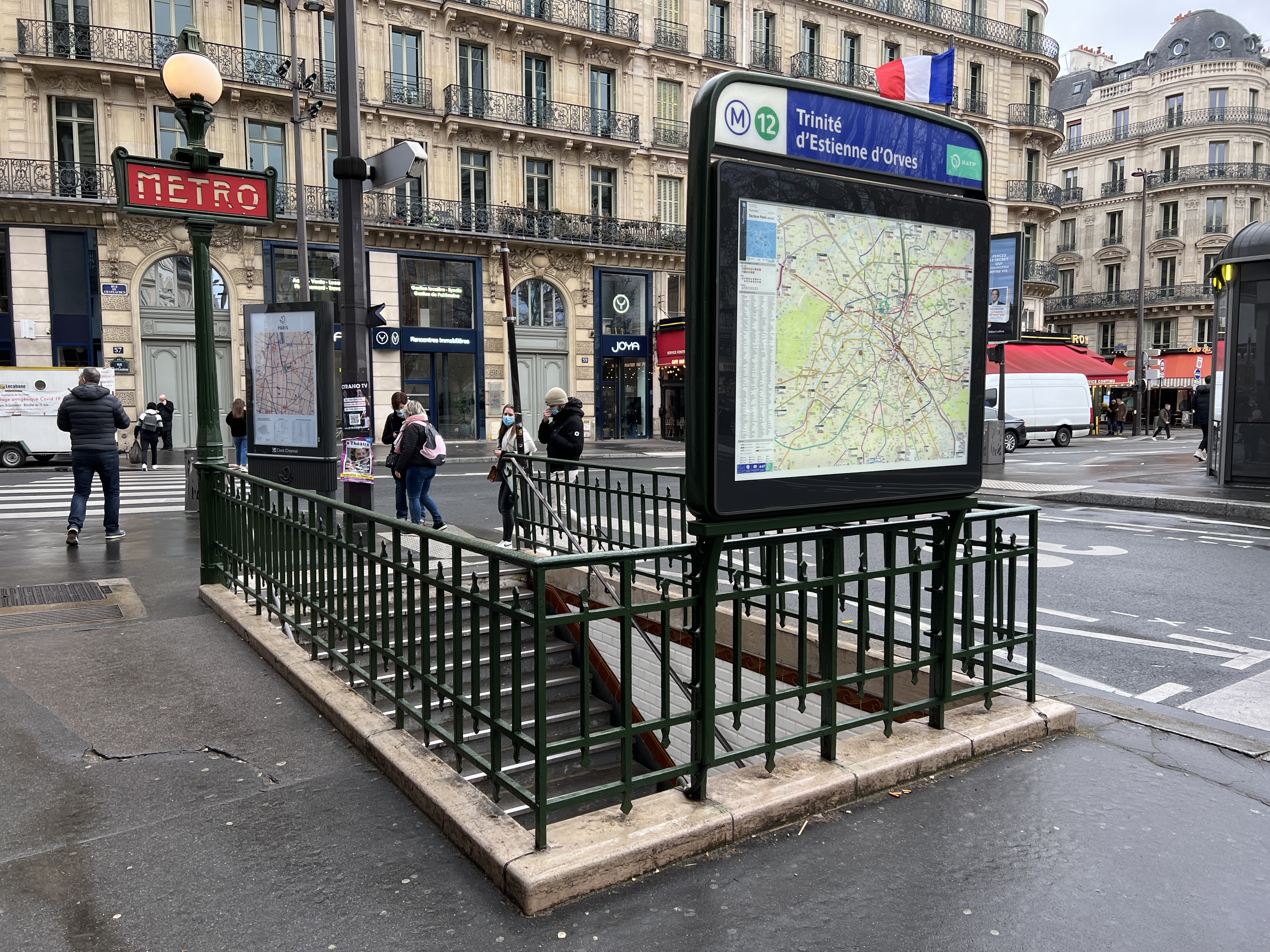
L'escalier fixe de l'accès no 1, « Place d'Estienne-d'Orves ».
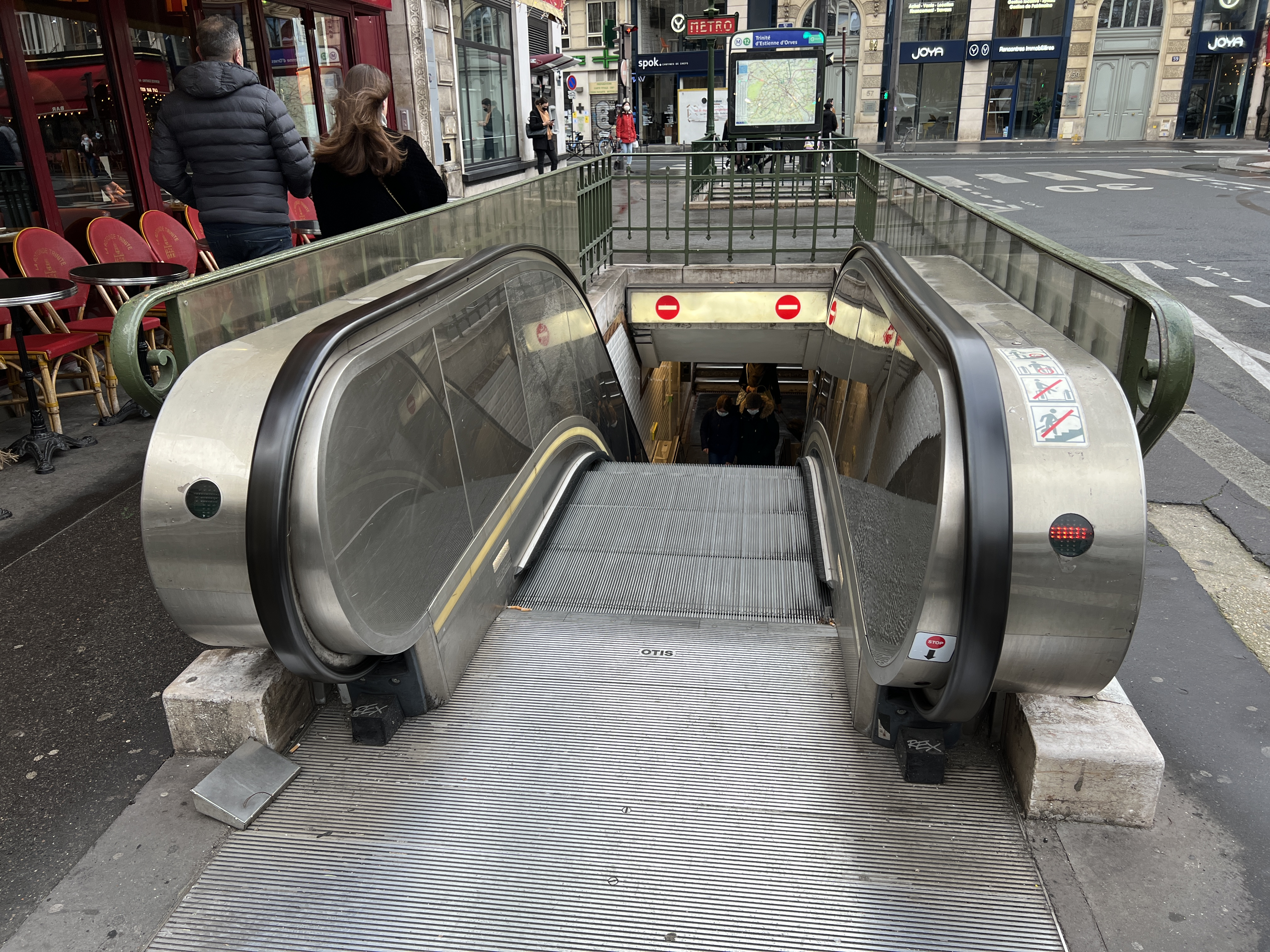
L'escalier mécanique de sortie rattaché à l'accès no 1.
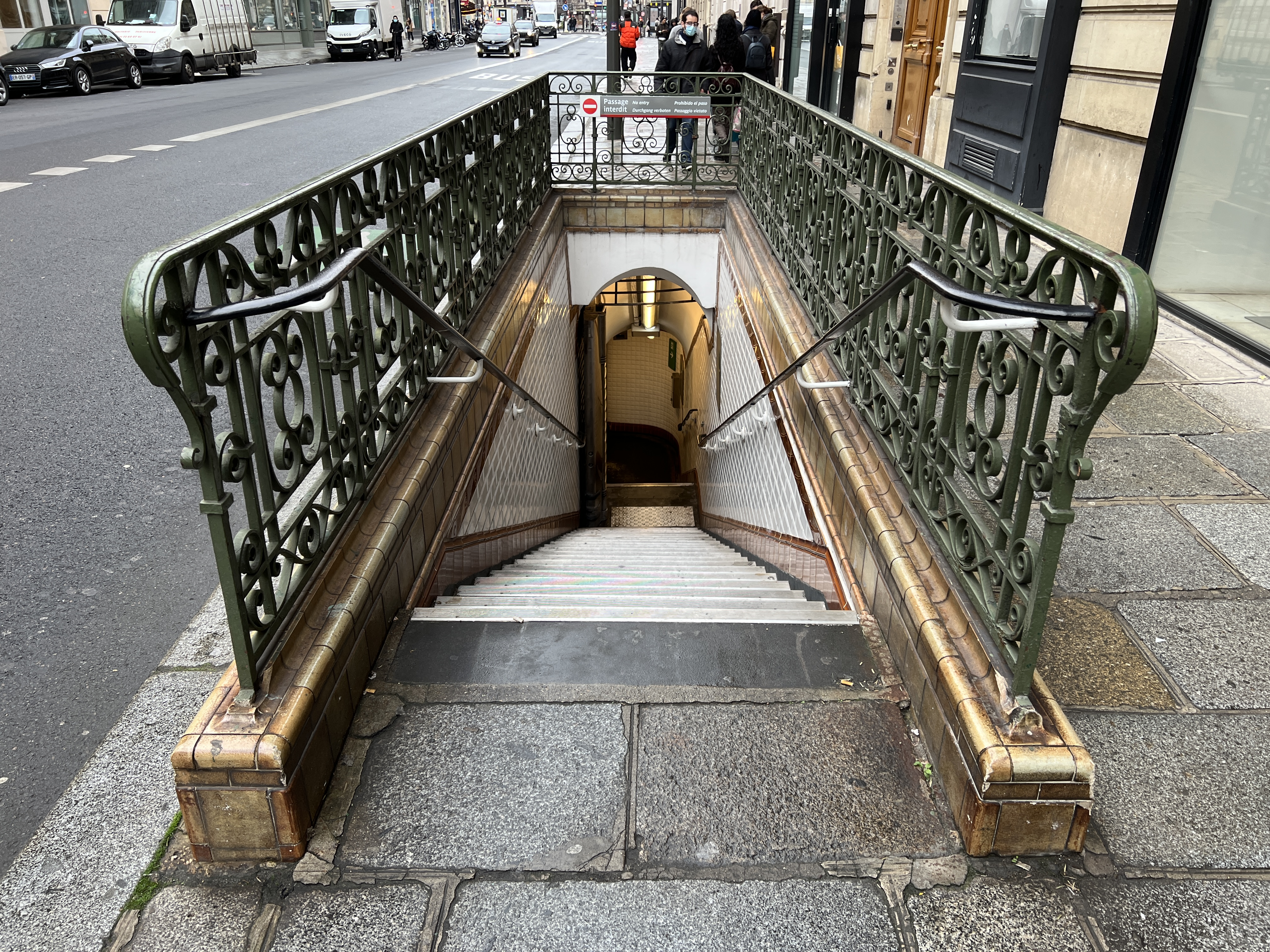
La sortie no 2, « Rue de Châteaudun ».

### Quais
Trinité - d'Estienne d'Orves est une station de configuration standard pour le métro de Paris : elle possède deux quais, d'une longueur conventionnelle de 75 mètres, séparés par les voies du métro situées au centre et la voûte est semi-elliptique, forme spécifique aux anciennes stations du réseau Nord-Sud, dont la partie inférieure des piédroits était verticale et non courbée comme dans les stations de sa concurrente, la CMP.
La décoration en céramique reprend le style caractéristique de cette compagnie, de couleur marron comme il en est d'usage dans les stations sans correspondance, selon les codes graphiques de l'ancien Nord-Sud. Cette teinte s'applique aux cadres publicitaires et aux entourages du nom de la station, en faïence avec des motifs végétaux et lettres « NS » entrelacées en relief, ainsi qu'aux dessins géométriques en carreaux biseautés sur les piédroits et la voûte. Le nom de la station est incorporé dans la céramique murale en blanc sur fond bleu, de petite taille au-dessus des publicités et de très grande taille entre celles-ci. À la suite de la rénovation de 2018, la dénomination actuelle est reprise en lieu et place du toponyme inaugural de Trinité, lequel était écrit en caractères plus imposants. Ces ornements sont mariés avec les traditionnels carreaux en céramique blancs biseautés du métro de Paris, lesquels recouvrent les piédroits, la voûte ainsi que les tympans. L'éclairage est assuré par deux bandeaux-tubes suspendus et les sièges, disposés au droit des faïences nominatives de grand format, sont de style « Akiko » de couleur jaune.

Quais de la station
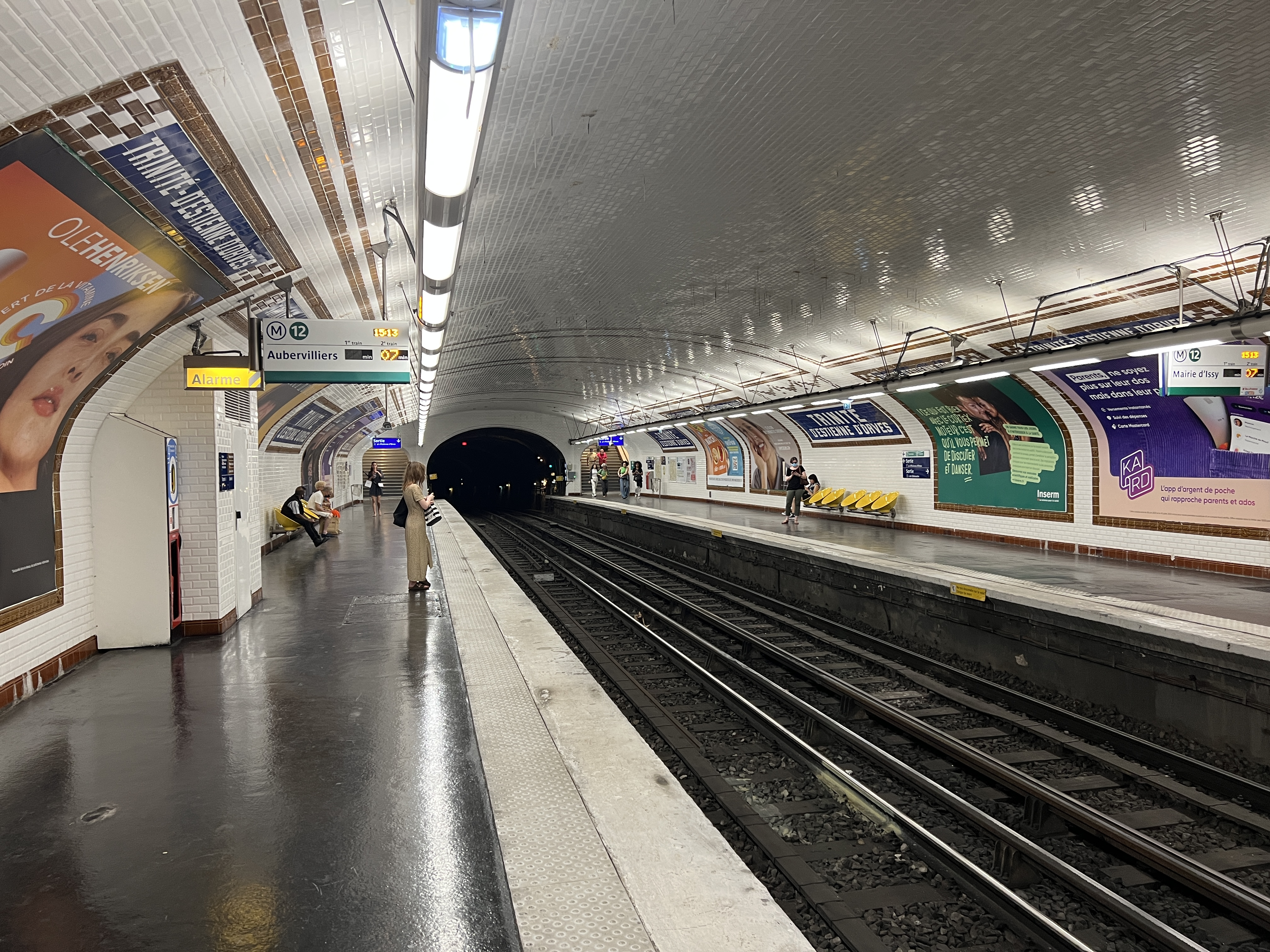
Les quais vus en direction de Mairie d'Issy.
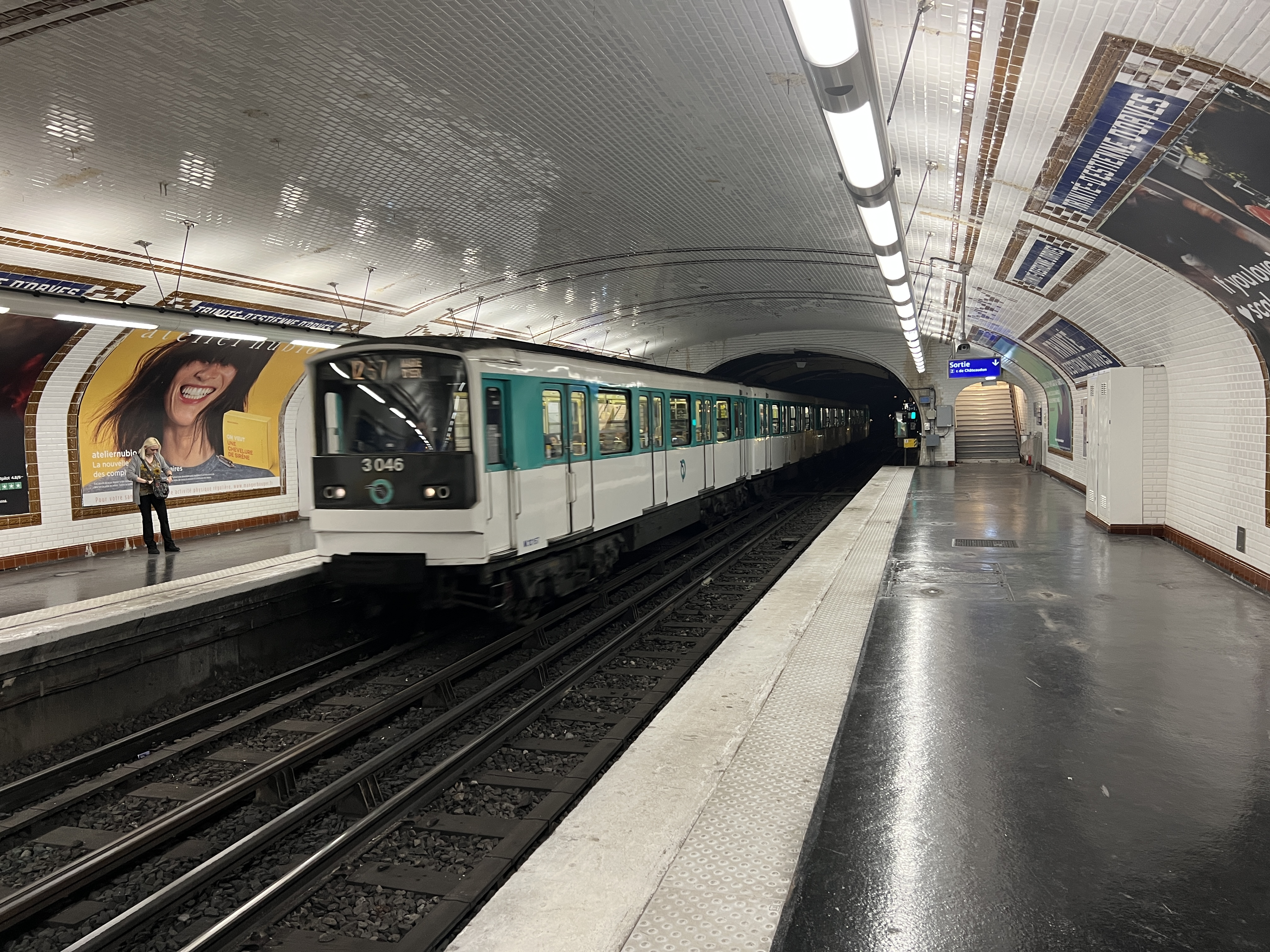
Entrée d'une rame MF 67 en direction de Mairie d'Issy.
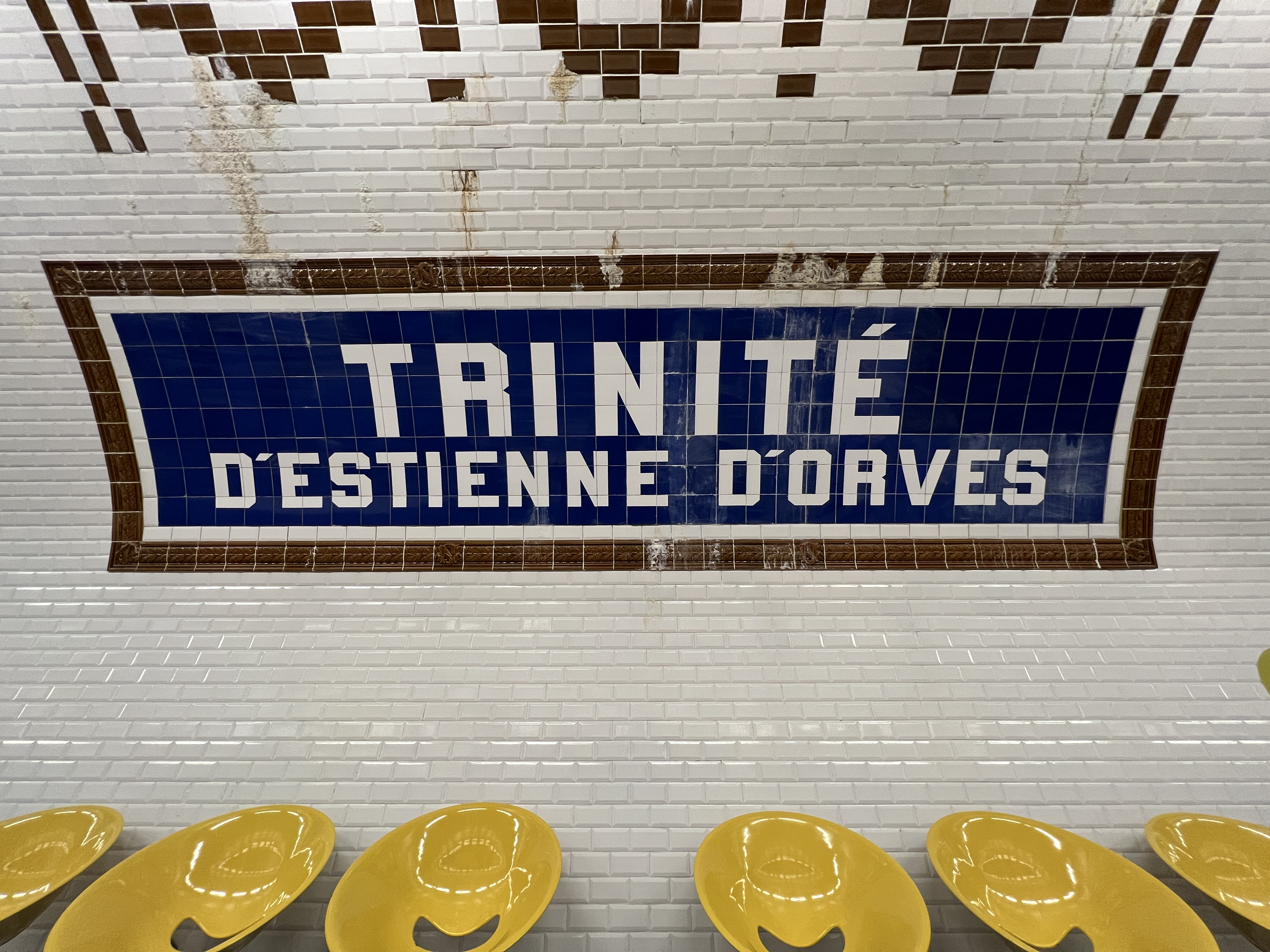
Faïence murale incorporant le nom de la station.

### Intermodalité
La station est desservie par les lignes 21, 26, 43 et 68 du réseau de bus RATP et, la nuit, par la ligne N01 du réseau Noctilien.

## À proximité
- Nouvelle Athènes
- Église de la Sainte-Trinité de Paris
- Square d'Estienne-d'Orves
- Théâtre Mogador
- Hôtel de Wendel
- Casino de Paris
- Théâtre de Paris
- Musée Gustave-Moreau
- Square d'Orléans